# Солчани
Солчани (словац. Solčany) — село, громада округу Топольчани, Нітранський край. Кадастрова площа громади — 20.02 км².
Населення 2475 осіб (станом на 31 грудня 2019 року).

## Історія
Солчани згадуються 1113 року.

## Населення
| Рік:            | 1994. | 2004.   | 2014.   | 2024. |
| --------------- | ----- | ------- | ------- | ----- |
| Кількість осіб: | 2318  | 2499    | 2475    | 2475  |
| Різниця:        |       | +7,80 % | -0,96 % | +0 %  |

| Рік:            | 2023. | 2024.   |
| --------------- | ----- | ------- |
| Кількість осіб: | 2515  | 2475    |
| Різниця:        |       | -1,59 % |